# Common Voice
Common Voice – projekt crowdsourcingowy zapoczątkowany przez Mozillę mający na celu stworzenia bezpłatnej bazy danych dla oprogramowań do rozpoznawania mowy. Projekt wspierają wolontariusze, którzy nagrywają próbki głosu i sprawdzają nagrania innych użytkowników. Transkrybowane próbki są gromadzone w bazie danych dostępnej na licencji publicznej CC0. Ta licencja zapewnia programistom możliwość korzystania z bazy danych bez ograniczeń i kosztów. Istnieje też nieoficjalna aplikacja na system Android.

## Cele
Common Voice ma na celu zapewnienie różnorodnych próbek głosu. Według Kathariny Borchert wiele projektów pobierało zbiory danych z radia lub zbiory danych, które niedostatecznie reprezentowały zarówno kobiety, jak i osoby z wyraźnym akcentem. Common Voice ma na celu rozwiązać te problemy.

## Baza danych
Do czasu opublikowania pierwszego zbioru danych 29 listopada 2017, ponad 20 000 użytkowników nagrało i sprawdziło 400 000 zdań, o łącznej długości 500 godzin.
Łącznie nagrano 9283 godzin próbek i sprawdzono 7335 godzin próbek w 60 językach, w tym 108 godzin nagrań w języku polskim (stan na 26 marca 2021).